# Балтийский институт колеоптерологии
Балти́йский институ́т колеоптероло́гии (латыш. Baltijas Koleopteroloģijas institūts) — международная научно-исследовательская организация, входящая в состав Даугавпилсского университета в городе Даугавпилс (Латвия). Балтийский институт колеоптерологии объединяет учёных из стран Балтии, Польши, Германии и Белоруссии.

## История
Основан 7 октября 1999 года в городе Даугавпилс, с участием латвийских, литовских и белорусских учёных. Создателем и первым руководителем был профессор биологии, ныне ректор Даугавпилсского университета, Арвид Баршевскис.
С 2001 года два раза в год издаётся научный журнал института на английском языке «Baltic Journal of Coleopterology». С 2005 года издателем журнала стало Балтийское колептерологическое общество. Институт проводит экспедиции в природу, собирается коллекция жуков. Проводятся международные научные конференции.
Позднее Центр колеоптерологических исследований входил в состав Института систематической биологии ДУ, а после реорганизации 2014 года в состав Института наук о жизни и технологических наук.

## Сотрудники
Первым директором института с 1999 года являлся Арвид Баршевский. После избрания ректором в июне 2007 года у института новый директор. С ноября 2008 года директором является Инеса Кокина.